# Puttgarden
 Ikke at forveksle med Putgarten.
Puttgarden er et færgeleje (en færgehavn) ved Femern Bælt i det nordlige Tyskland. Færgehavnen ligger ved landsbyen af samme navn på øen Femern. Puttgarden er udgangspunkt for den kommende faste Femern Bælt-forbindelse til Rødbyhavn, som ventes færdig i 2028.

## Historie
Den kombinerede bil- og jernbanefærge til Rødbyhavn i Danmark blev oprettet i 1963 som en del af Fugleflugtslinjen og erstattede færgeforbindelsen imellem Gedser og Großenbrode Kai. I dag besejles ruten af Scandlines.